# その瞬間、僕は泣きたくなった-CINEMA FIGHTERS project-
『その瞬間、僕は泣きたくなった-CINEMA FIGHTERS project-』（そのしゅんかん ぼくはなきたくなった シネマ ファイターズ プロジェクト、英題：That Moment, My Heart Cried）は、2019年11月8日公開の日本のオムニバス映画。LDH JAPANと「ShortShorts」のコラボレーションにより作詞家小竹正人による詞の世界観を気鋭の映画監督たちがショートフィルム化する「CINEMA FIGHTERS project」の、『CINEMA FIGHTERS』（第1弾）、『ウタモノガタリ-CINEMA FIGHTERS project-』（第2弾）に続く第3弾。
三池崇史監督「Beautiful」、行定勲監督「海風」、松永大司監督「On The Way」、洞内広樹監督「GHOSTING」、井上博貴監督「魔女に焦がれて」の短編5編で構成される。

## 概要
「その瞬間、僕は泣きたくなった-CINEMA FIGHTERS project-」は、LDH JAPANと「ShortShorts」がコラボし、EXILE HIROがエグゼクティブプロデューサー、SSFF＆ASIA代表、別所哲也の企画・プロデュースでショートフィルムを製作し、作詞家小竹正人の詞の世界観を、映画監督たちがショートフィルム化するプロジェクトCINEMA FIGHTERS第3弾。

### 作品公開
2019年11月8日から全国の映画館で公開。

### Blu-ray & DVDリリース
2020年11月27日にエイベックス・ピクチャーズから短編映画5本を収めた「Blu-ray豪華版」「DVD豪華版」「DVD通常版」の3形態で発売。

## Beautiful
『Beautiful』

### キャスト
- 光司 - EXILE AKIRA
- 千恵 - 蓮佛美沙子

### 製作
- 監督：三池崇史
- 主題歌：「Beautiful」 / Crystal Kay

## 魔女に焦がれて
『魔女に焦がれて』

### キャスト
- 雅人 - 佐藤大樹
- 真莉愛 - 久保田紗友
- 沙耶 - 松田るか

### 製作
- 監督：井上博貴
- 主題歌：「ライラック」 / 琉衣

## On The Way
『On The Way』

### キャスト
- 健太 - 今市隆二
- ダニエル - パコ・ニコラス
- ミゲル - マヌエル・ヒメネス

### 製作
- 監督：松永大司
- 主題歌：「Church by the sea」RYUJI IMAICHI

## GHOSTING
『GHOSTING』

### キャスト
- バク - 佐野玲於
- メイ - 畑芽育
- バク（少年時代） - 大西利空
- 結城アンナ

### 製作
- 監督：洞内広樹
- 主題歌：「ラストラブ」LISA

## 海風
『海風』

### キャスト
- 蓮 - 小林直己
- 蘭 - 秋山菜津子
- 嶺豪一

### 製作
- 監督・脚本：行定勲
- 主題歌：「海風」Leola

## 共通スタッフ
- エグゼクティブ・プロデューサー：EXILE HIRO
- 企画・プロデュース：別所哲也
- コンセプトプロデューサー：小竹正人
- 製作：森雅貴、井上鉄大
- プロデューサー：清水洋一、村岡大介、林聡宏
- co.プロデューサー：鈴木大介、広瀬基樹、夏井祐矢
- 楽曲制作進行：佐藤達郎、豊嶋一衛（LDH music & publishing）
- 営業：宮崎聡
- 宣伝統括：是木良介（東映エージエンシー・B MOVIE）
- 宣伝：原田淳、泉谷裕、小松莉奈、岡野あすみ（東映エージエンシー・B MOVIE）
- 配給：LDH PICTURES
- 制作：パシフィックボイス
- 製作会社：CINEMA FIGHTERS project